# Christopher Theodor Hök
Christopher Theodor Hök, (ur. 7 kwietnia 1807, zm. 16 marca 1877) – szwedzki botanik i mykolog.
Autor dzieła Boleti, fungorum generis, illustratio quam consens. ampliss. facult. philos. Upsal. praeside Elia Fries oecon. pract. profess. p.p. C.T. Hök Smolandus. in audit. Gustav. die XIII Junii MDCCCXXXV, h.p.m.s. Editor Excudebant regiae academiae typographi, 1835.
Opisał nowe taksony roślin i grzybów. W ich nazwach naukowych dodawane jest jego nazwisko Hök.